# Limnesia paucispina
Limnesia paucispina är en kvalsterart som beskrevs av Albert Burke Wolcott 1903. Limnesia paucispina ingår i släktet Limnesia och familjen Limnesiidae. Inga underarter finns listade i Catalogue of Life.